# Pellia epiphylla
Espèce
Pellia epiphylla est une espèce d'hépatique thalloïde commune qui s'installe sur le sol nu et humide, souvent en bordure de ruisseaux dans des zones ombragées. On la trouve en Amérique du Nord, en Europe, en Afrique du Nord et dans certaines parties d'Asie.

## Description
Les thalles sont assez larges et peuvent faire plusieurs centimètres de long. Ils sont de couleur verte avec parfois une nuance de rouge ou de mauve. Les thalles sont assez simples, sans corbeilles à propagule, ni réseau de cellule visible et possèdent une nervure centrale peu définie. Ils possèdent de nombreux rhizoïdes sous le thallus.

## Reproduction
Pellia epiphylla est monoique, et les organes mâles et femelles peuvent se retrouver sur un même thalle. Les organes mâles, de petite taille, sont répartis le long de la nervure centrale, tandis que les organes femelles grandissent près de l’extrémité du thalle.

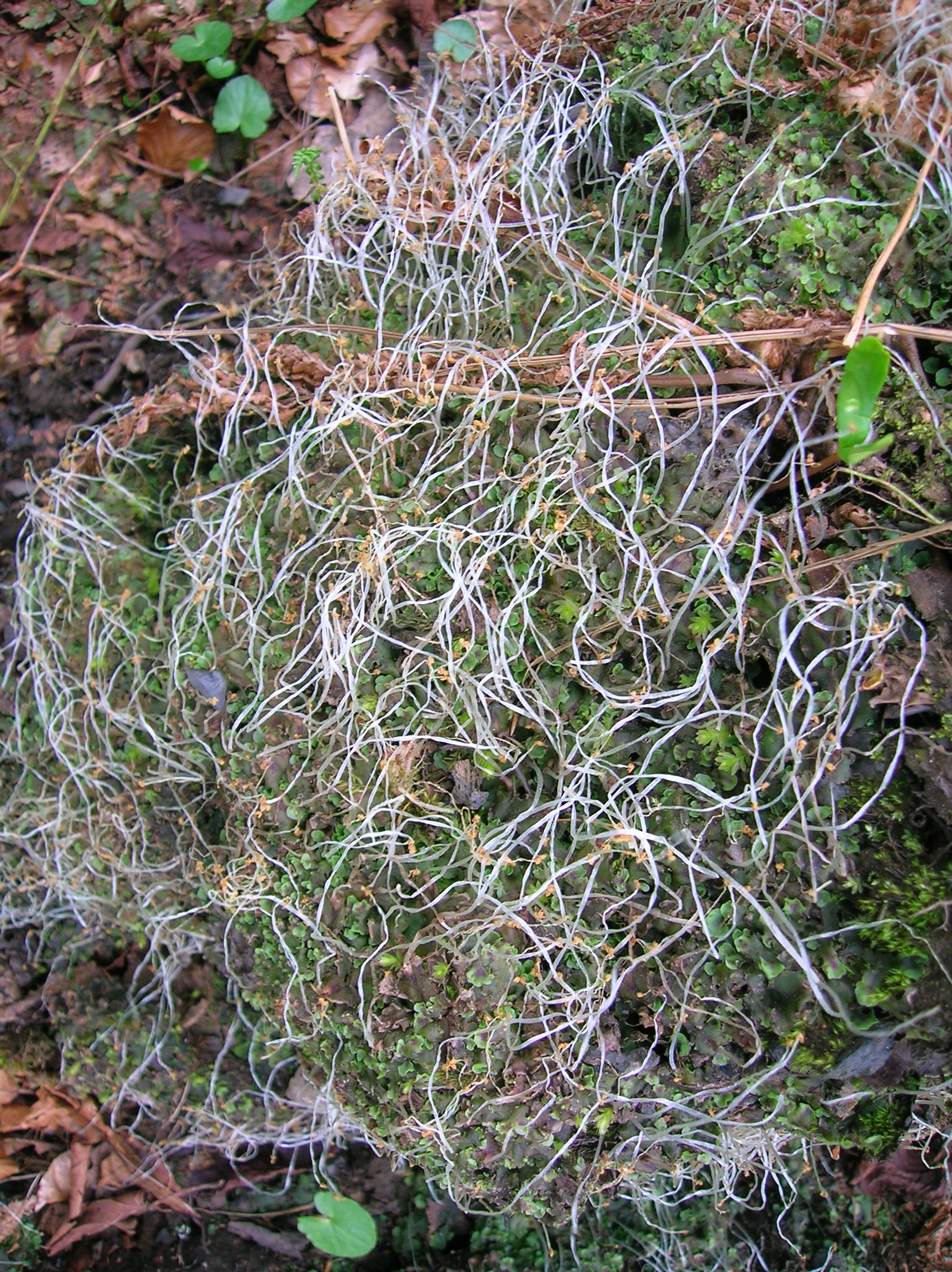
Sporophytes sur les thalles.

La fertilisation  a lieu lorsque le thalle est humide. Les organes sexuels mâles (Anthéridies) absorbent l'humidité et relâchent les spermatozoïdes. Ceux-ci nagent vers les gamétanges femelles : les archégones et fertilisent les oosphères. Ceux-ci se développent en sporophytes qui restent attachés au gamétophyte. Le sporophyte contient des spores dans une capsule, qui sont relâchés lorsque la capsule arrive a maturité. Les spores produisent ensuite un nouveau gamétophyte.

## Galerie

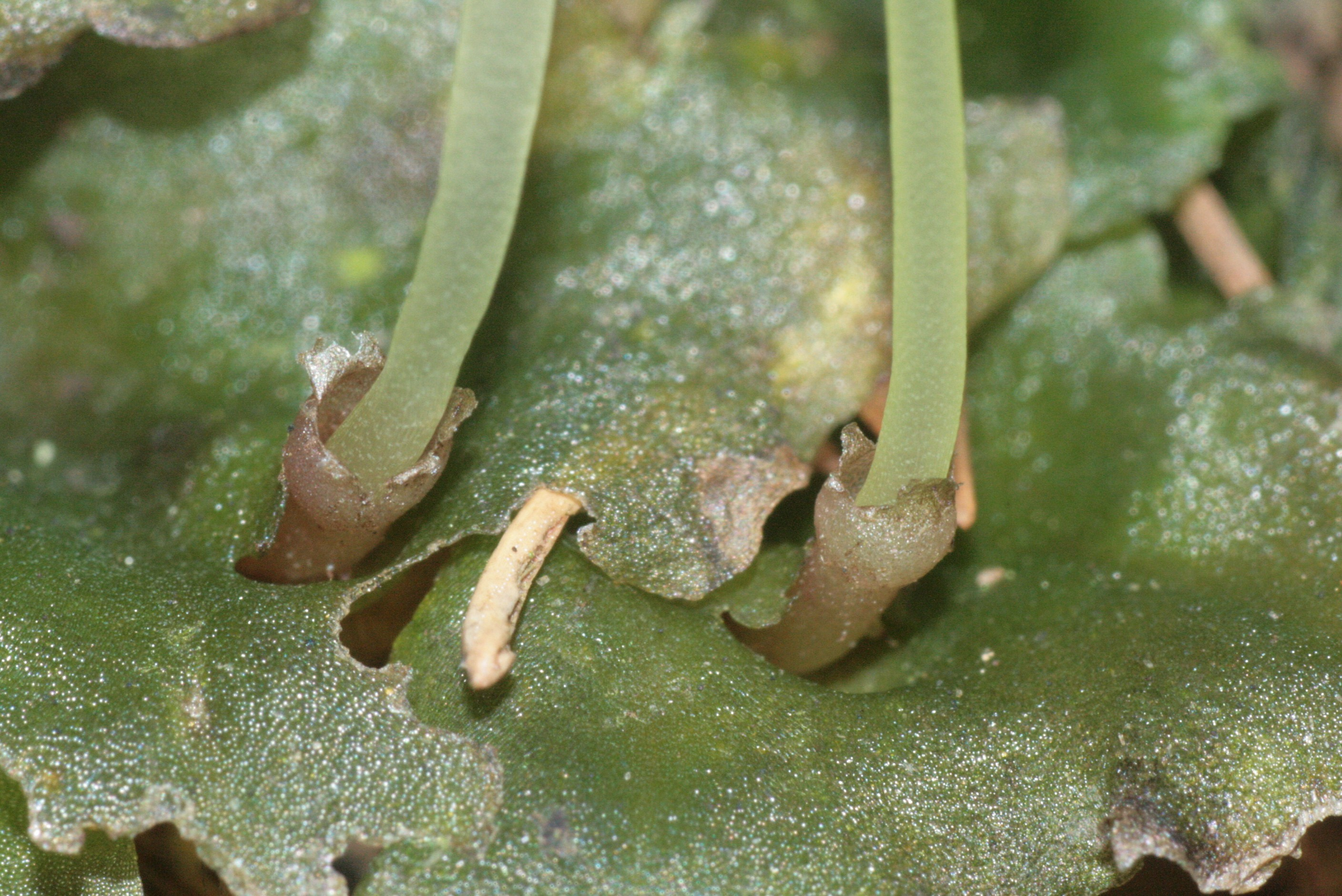
Pellia epiphylla.
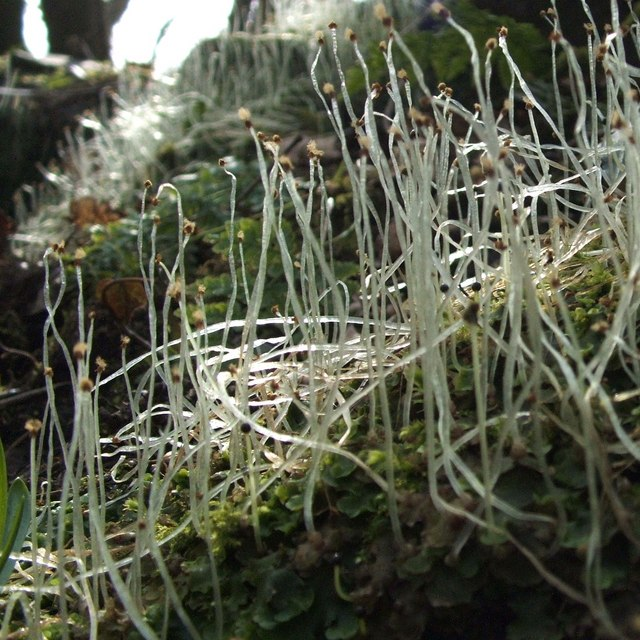
Pellia epiphylla.